# Летище Талин
Летище Талин, известно още като Летище Ленарт Мери Талин (на естонски: Lennart Meri Tallinna lennujaam) (TLL/EETN) (бившо Летище Юлемисте (на естонски: Ülemiste Airport)) е най-голямото летище в Естония и хъб за авиокомания Estonian Air. Обслужва международни и вътрешни полети. Намира се на около 4 км от центъра на град Талин в източния бряг на езерото Юлемисте.
Летището разполага е единична асфалто-бетонова писта, с дължина 3070 м и широчина 45 м, като това позволява обслужването на самолети като Боинг 747. Също така разполага с 5 пътеки за рулиране и 14 гейта.
Летището се използва и за военни нужди. На него са базирани няколко прехващачи за въздухоплавателни средства и е база на 384-ти международен авиополк (384 IAP), който оперира със самолети МиГ-23.
От 29 март 2009 г. летището е официално преименувано на летище „Ленарт Мери Талин“, в чест на лидера на естонското движение за независимост и втори президент на Естония Ленарт Мери.

## История

### Ранно развитие
Преди установяване на сегашното летище в района на Юлемисте, летище Ласнамае е основното летище, което обслужва Талин, като то е основна база на авиокомпанията Aeronaut. След фалита на Aeronaut през 1928 г., въздушният трафик е поет от авиокомпания Deruluft, която използва летище Харджу, което е на 12 км от центъра на Талин. Първото пристанище за хидроплани на бреговете на езерото Юлемисте е построено в периода 1928 – 1929 г., за да обслужва финландските хидроплани. Използването на пристанището е прекратето през Втората световна война. На 26 март 1929 г. Рийгиког приема отчуждителен акт, с който установява обществено летище на мястото на пристанището за хидроплани. 10 хектара земя са отчуждени от акционерното дружество Dvigatel и още 22 хектара от потомците на Вагнер. Заплатени са 10 милиона естонски крони на собствениците на имотите. За земни работи и реконструкция за заплатени още 5 милиона естонски крони. Сградата на летище Талин е открита през 1932 г., а летището е официално открито на 20 септември 1935 г., въпреки че е било в експоатация доста преди официалното откриване. Цялата сума, платена за проекта, включително сумата заплатена за строителството на хангарите е 25 милиона. Първите писти на летището са дълги 300 м и 40 м широки, като са били построени във формата на триъгълник. Това позволява излитане и кацане в 6 различни поски. До Втората световна война, Летище Талин има редовни връзки с чужбина чрез Aerotransport (част от групата на SAS), Луфтханза, LOT и финландската компания Aero (сега Finnair).

## Съветски период
В периода между 1945 и 1989 г. Аерофлот е единствената компания, изпълняваща полети от Летище Талин.
Редовни полети с реактивен самолет започват на 2 октомври 1962 г. между Летище Талин и Летище Внуково в Москва със самолет Ту-124 – по това време най-модерният съветски самолет. Нов терминал е построен в края на 70-те години на 20 век, като пистата е удължена след построяването му. Първият редовен международен полет след Втората световна война е изпълнен от SAS през есента на 1989 г.

## Модерно развитие
Строителството на първия товарен терминал (Карго 1), намиращ се в средата на бъдещата товарна зона в северната част на летището, е изпълнено в периода септември 1997 – март 1998 г. The passenger terminal building was completely modernised in 1999, increasing its capacity to 1.4 million passengers per year и след това е значително разширен през 2008 г. Нарастващата нужда от повече място за товари, води до нуждата от разрастване на товарния терминал, като е построен терминал Карго 2. В отговор на нарастващия товарен трафик Летище Талин разширява товарните терминали до четири. През 2012 г. за първи път в историята си Летище Талин обслужва повече от 2 милиона пътници за година. На 11 януари 2013 г. летището взима летищна въглеродна акредитация (Airport Carbon Accreditation) – програма за намаляване на вредните емисии. През 2013 е въведена в екслоатация система за автоматичен граничен контрол и започва строителството на нов бизнес авиационен комплекс.

### Разширение през 2008 г.
Летище Талин е основно реконструирано и разширено в периода януари 2006 – септември 2008 г. Основният терминал е разширен в 3 посоки, като в резултат на това са отворени 18 нови гейта, отделни зали за пътници от и до Шенгенското пространство и извън него, 10 нови места за регистрация и нови кафенета и ресторанти. Благодарение на галерията, която свързва 3-те галерии, летището придобива Т-образна форма. Проектът за терминала позволява разделянето на трафика на два етажа за пътуващите по международните линии. Разширяването включва и построените в краищата на сградите на терминала зали за допълнителна регистрация на пътници и доставка на багаж. Пред терминала е построена нова стоянка за таксита. Това разширение позволява на летището да обслужва двойно повече пътници от преди.

### Преименуване
След смъртта на бившия президент на Естония Ленарт Мери на 14 март 2006 г., журналистът Арго Идеон, от Eesti Ekspress, предлага преименуване на летището на негово име на „Международно летище Ленарт Мери“ (на естонски: Tallinna Lennart Meri Rahvusvaheline Lennujaam), правейки паралел с международно летище Джон Ф. Кенеди и летище Шарл дьо Гол. Статията на Идеон споменава факта, че Мери показва загрижеността си към строителството от ерата на Съветския съюз. (В един случай Мери, пристигайки от Япония, води група журналисти, които го очакват в тоалетните на летището, за да направи интервю там и да изпъкне недоброто състояние на съоръжението.)
Примяната на името е обсъдено от борда на директорите на летището на 29 март 2006 г. Така при отварянето на терминала на 19 септември 2008, министър-председателят на Естония Андрус Анспил, официално обявява преименуването на терминала, считано от март 2009 г.

### Обрат с круизите в Балтийско море
През 2011 г. нов проект съвместно с пътническо пристанище Талин и Happy Cruises е обявен. Повече от 7000 испански туристи пътуват през тази година с чартърни полети до летище Талин. Разположението на летището е само на 5 км от пътническо пристанище Талин, което прави трансферното време до него изключително кратко (по-малко от час).
През 2012 г. Pullmantur Air започва да оперира чартърна линия между Летище Талин и Летище Мадрид - Барахас с три самолета Еърбъс A321 и два-три самолета Боинг 747. През лятото на 2012 г. 16 000 туристи са превозени. Компанията продължава да оперира линията и през 2013, когато превозва 25 000 туристи, като се появява конкуренция на пристанището и круизи започват да изпълняват и компаниите Peter Deilmann Cruises с кораба MS Deutschland.

## Статистика
Общият брой пътници, преминали през летището, се увелича с 14,2% ежегодно от 1998 г. насам. На 16 ноември 2012 Летище Талин достига 2 милиона пътници годишно, което се случва за първи път в историята му. Данните за пътниците отразяват международните и вътрешните линии общо. Пътниците и товарите са отчетени всички без трансферните.

### Годишна пътническа статистика
| Година | Общо пътници | Самолетодвижение | Общо товари |
| ------ | ------------ | ---------------- | ----------- |
| 1992   | 205 776      | 11 000           | 1124        |
| 1993   | 239 760      | 12 170           | 1417        |
| 1994   | 336 282      | 13 378           | 2362        |
| 1995   | 366 919      | 13 784           | 2488        |
| 1996   | 431 212      | 16 695           | 3997        |
| 1997   | 502 442      | 21 455           | 5590        |
| 1998   | 563 946      | 24 951           | 5991        |
| 1999   | 550 747      | 23 590           | 5326        |
| 2000   | 559 658      | 23 358           | 4690        |
| 2001   | 573 493      | 23 633           | 4543        |
| 2002   | 605 697      | 26 226           | 4292        |
| 2003   | 715 859      | 25 294           | 5080        |
| 2004   | 997 461      | 28 149           | 5237        |
| 2005   | 1 401 059    | 33 610           | 9937        |
| 2006   | 1 541 832    | 33 989           | 10 361      |
| 2007   | 1 728 430    | 38 844           | 22 764      |
| 2008   | 1 811 536    | 41 654           | 41 867      |
| 2009   | 1 346 236    | 32 572           | 21 001      |
| 2010   | 1 384 831    | 33 587           | 11 960      |
| 2011   | 1 913 172    | 40 298           | 18 371      |
| 2012   | 2 206 692    | 48 531           | 23 921      |
| 2013   | 1 958 801    | 37 856           | 20 941      |
| 2014   | 2 017 371    | 37 791           | 19 860      |
| 2015   | 2 166 663    | 41 513           | 16 156      |

|                                      |
| Последно обновяване 18 декември 2016 |